# Carlos Quintana
Carlos Quintana (ur. 6 listopada 1976 w Moca) – portorykański bokser, były zawodowy mistrz świata organizacji WBO w kategorii półśredniej (do 147 funtów).

## Kariera amatorska
Quintana stoczył 70 amatorskich pojedynków, z których wygrał 62 (48 przez nokaut).

## Kariera zawodowa
Zawodową karierę rozpoczął w czerwcu 1997. Po wygraniu 22 walk, 24 czerwca 2006 zmierzył się z Joelem Julio w walce eliminacyjnej organizacji WBA. Quintana wygrał jednogłośną decyzją na punkty i stanął przed szansą zdobycia wakującego tytułu mistrza świata federacji WBA. 2 grudnia 2006 przegrał jednak z Miguelem Cotto przez techniczny nokaut w 5 rundzie (odmówił wyjścia na ring po przerwie między 5 a 6 rundą; wcześniej dwukrotnie leżał na deskach).
W jedynym pojedynku jaki stoczył w następnym roku, 29 września 2007 pokonał przez techniczny nokaut w 4 rundzie Christophera Henry’ego. Niecałe pięć miesięcy później ponownie stanął przed szansą zdobycia tytułu mistrzowskiego, tym razem organizacji WBO. 9 lutego 2008 nieoczekiwanie pokonał jednogłośnie na punkty niepokonanego wcześniej Paula Williamsa i odebrał mu pas mistrzowski. 7 czerwca tego samego roku doszło do walki rewanżowej między tymi bokserami – Quintana przegrał już w pierwszej rundzie przez techniczny nokaut i stracił swój tytuł.
Na ring powrócił w październiku 2008, pokonując w czwartej rundzie słabszego boksera, Joshuę Onyango, który miał ujemny bilans walk bokserskich. Kolejną walkę stoczył dopiero 5 grudnia 2009, pokonując przez techniczny nokaut w trzeciej rundzie Jesse Feliciano. Quintana w drugiej rundzie leżał na deskach, jednak w następnym starciu zdołał wygrać pojedynek z uwagi na rozcięcie nad prawym okiem Feliciano, które uniemożliwiało mu kontynuowanie walki.
10 kwietnia 2010 stanął przed szansą zdobycia tytułu mistrza świata WBC, przegrał jednak przez techniczny nokaut w ósmej rundzie z Andre Berto.
26 listopada 2012 w Kalifornii,  Quintana przegrał przez technichny nokaut z Amerykaninem Keithe Thurmaną (18-0-0) w czwartej rundzie.